# Can’t Fight the Moonlight

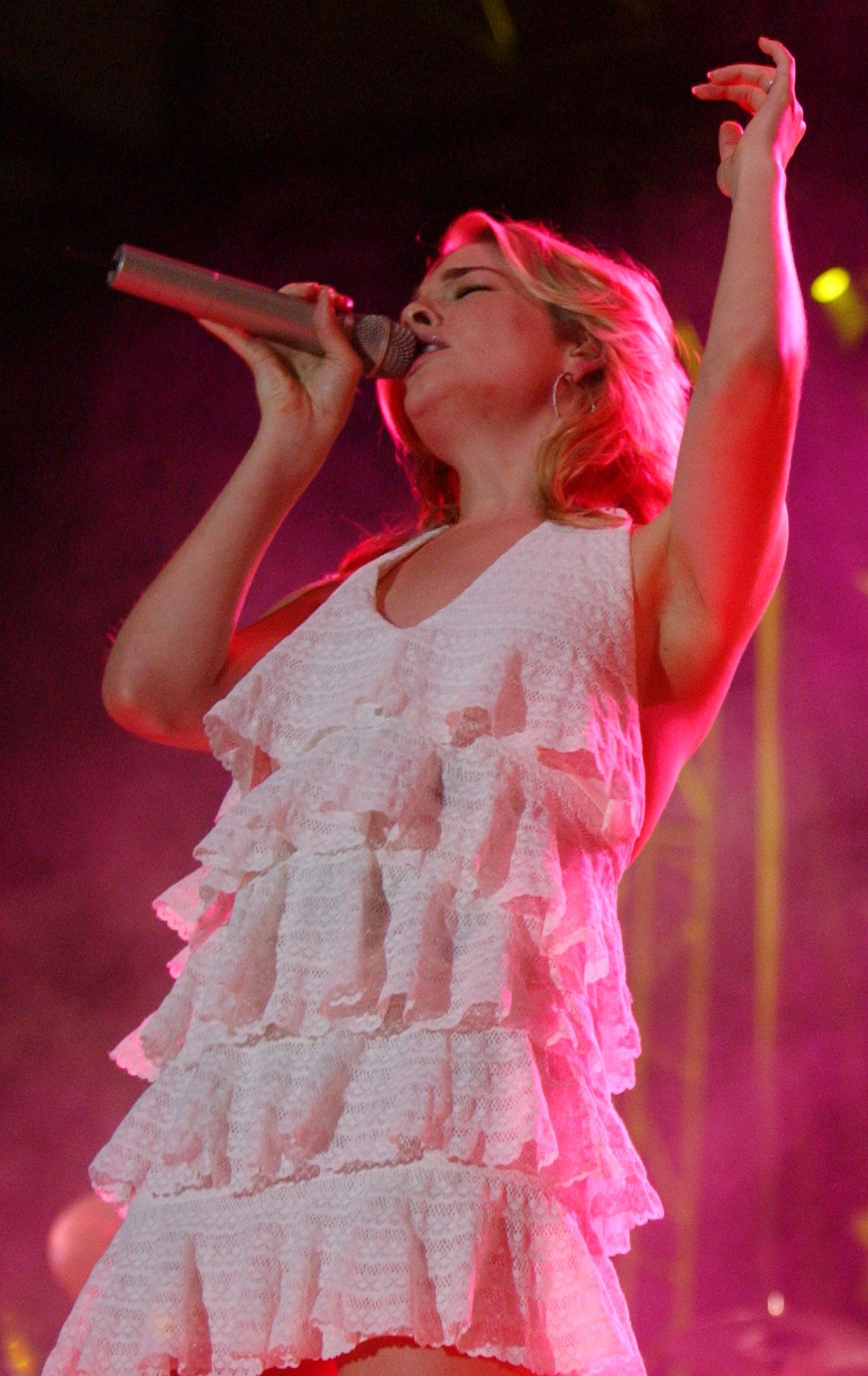
LeAnn Rimes (2004)

Can’t Fight the Moonlight ist ein Country-Pop-Song der US-amerikanischen Sängerin LeAnn Rimes aus dem Jahr 2000. Das Lied wurde von Diane Warren geschrieben und ist Bestandteil des Soundtracks des Films Coyote Ugly.

## Kommerzieller Erfolg

### Chartplatzierungen
Can’t Fight the Moonlight erreichte in Deutschland Rang acht der Singlecharts und platzierte sich fünf Wochen in den Top 10 und 27 Wochen in den Top 100. Darüber hinaus erreichte das Lied für vier Wochen die Chartspitze der deutschen Airplaycharts. In Österreich erreichte die Single ebenfalls Rang acht und platzierte sich vier Wochen in den Top 10 sowie 19 Wochen in den Charts.
In der Schweizer Hitparade erreichte Can’t Fight the Moonlight Rang zwei und musste sich lediglich Stan (Eminem feat. Dido) geschlagen geben. Die Single platzierte sich zehn Wochen in den Top 10 und 32 Wochen in den Charts. Im Vereinigten Königreich erreichte Can’t Fight the Moonlight die Chartspitze und blieb sich eine Woche dort sowie sieben Wochen in den Top 10 und 23 Wochen in den Charts. In den US-amerikanischen Billboard Hot 100 erreichte die Single in 42 Chartwochen mit Rang elf seine höchste Chartnotierung. Darüber hinaus erreichte die Single Rang eins in Australien, Belgien (Flandern), Finnland, Neuseeland, den Niederlanden und Schweden.
2001 belegte Can’t Fight the Moonlight Rang 34 der deutschen Single-Jahrescharts sowie Rang 40 in Österreich und Rang 27 in der Schweiz. Für Rimes war es der siebte Charterfolg in den britischen und US-amerikanischen Singlecharts sowie der vierte in Deutschland und der dritte nach How Do I Live und Written in the Stars in Österreich und der Schweiz. Es war ihr dritter Top-10-Erfolg nach How Do I Live und Written in the Stars im Vereinigten Königreich sowie der erste in allen D-A-CH-Staaten. Im Vereinigten Königreich war es zudem ihr erster Nummer-eins-Hit.
| ChartsChartplatzierungen       | Höchstplatzierung | Wochen |
| ------------------------------ | ----------------- | ------ |
| Deutschland (GfK)              | 8 (27 Wo.)        | 27     |
| Österreich (Ö3)                | 8 (19 Wo.)        | 19     |
| Schweiz (IFPI)                 | 2 (32 Wo.)        | 32     |
| Vereinigte Staaten (Billboard) | 11 (42 Wo.)       | 42     |
| Vereinigtes Königreich (OCC)   | 1 (23 Wo.)        | 23     |

| ChartsJahrescharts (2001) | Platzierung |
| ------------------------- | ----------- |
| Deutschland (GfK)         | 34          |
| Österreich (Ö3)           | 40          |
| Schweiz (IFPI)            | 27          |

| ChartsJahrescharts (2002)      | Platzierung |
| ------------------------------ | ----------- |
| Vereinigte Staaten (Billboard) | 56          |

### Auszeichnungen für Musikverkäufe
| Land/Region                  | Auszeichnungen für Musikverkäufe (Land/Region, Auszeichnung, Verkäufe) | Verkäufe  |
| ---------------------------- | ---------------------------------------------------------------------- | --------- |
| Australien (ARIA)            | 3× Platin                                                              | 210.000   |
| Belgien (BRMA)               | Platin                                                                 | 50.000    |
| Dänemark (IFPI)              | Gold (Physisch) · Gold (Digital)                                       | 55.000    |
| Frankreich (SNEP)            | Gold                                                                   | 250.000   |
| Neuseeland (RMNZ)            | Gold                                                                   | 5.000     |
| Niederlande (NVPI)           | Platin                                                                 | 80.000    |
| Schweden (IFPI)              | Platin                                                                 | 30.000    |
| Schweiz (IFPI)               | Gold                                                                   | 15.000    |
| Vereinigte Staaten (RIAA)    | Platin                                                                 | 1.000.000 |
| Vereinigtes Königreich (BPI) | 2× Platin                                                              | 1.200.000 |
| Insgesamt                    | 5× Gold · 9× Platin ·                                                  | 2.895.000 |

### Remixe
Ende 2000 sind zahlreiche House-Remixe des Songs entstanden, die in Deutschland bei Cube Records erschienen sind.